# Paraply
En paraply er en sammenfoldelig regnskærm beregnet til at beskytte mod nedbør. 
Paraplyen består af en ramme dækket af et stykke vandtæt stof. Hele enheden kan klappes sammen. I en traditionel herreparaply klappes skærmen sammen om en fast stang. Den mindre taskeparaply er bygget op om en teleskopstang, så den sammenklappet kan ligge i en taske.
Ordet "paraply" stammer fra fransk "parapluie", (italiensk "para-", at skærme, og fransk "pluie" regn).